# نوک‌درازهای کوچک
 نوک‌درازهای کوچک (نام علمی: Oedistoma) نام یک سرده از تیره شاه‌توت‌کوبان است.

## گونه‌ها
- نوک‌دراز کوتوله، Oedistoma iliolophus
- نوک‌دراز کم‌رشد، Oedistoma pygmaeum